# يان ويست
يان ويست (بالإنجليزية: Ian West)‏ هو سياسي أسترالي، ولد في 3 أغسطس 1951. حزبياً، نشط في حزب العمال الأسترالي. وقد انتخب عضو المجلس التشريعي نيو ساوث ويلز.